# Himithi
Himithi est une petite île inhabitée des Maldives. L'île fut habitée jusqu'en 1970, et était capitale de l'atoll. Le navire français Duras y fit naufrage le 12 avril 1777. Robert Moresby (en) y renseigne en 1834 qu'une école de navigation y était organisée.

## Géographie
Himithi est située dans le centre des Maldives, au Nord-Ouest de l'atoll Nilandhe Nord, dans la subdivision de Faafu.